# Chen Zhenggao
Chen Zhenggao (chinesisch 陈政高, Pinyin Chén Zhènggāo; * März 1952 in Haicheng, Provinz Liaoning, Volksrepublik China; † 16. Juni 2024 in Peking) war ein Politiker in der Volksrepublik China. Er war von 2007 bis 2014 Gouverneur der Provinz Liaoning und von 2014 bis 2017 Minister für Bauwesen.

## Werdegang
Chen begann 1972 ein Studium an der „Dalian Maritime University“ und blieb nach dem Abitur an der Schule, um sich in Parteiangelegenheiten, Propaganda und der Arbeit des Kommunistischen Jugendverbandes zu engagieren. 1982 war er Mitglied des Ständigen Ausschusses des Stadtkomitees von Dalian der Kommunistischen Jugendliga und Leiter der Schulabteilung und begann seine Karriere in der Politik. Seitdem arbeitete Chen Zhenggao lange Zeit in Dalian und war nacheinander stellvertretender Sekretär des Gemeindekomitees der Kommunistischen Jugendliga von Dalian, stellvertretender Bezirksrichter des Landkreises Changhai sowie stellvertretender Leiter und Leiter des Stadtbezirks Xigang. Im November 1997 wurde Chen stellvertretender Gouverneur der Provinz Liaoning und drei Monate später, beim ersten Treffen des Neunten Nationalen Volkskongresses der Provinz Liaoning, wurde er im Alter von 46 Jahren zum Vizegouverneur gewählt.
Von 2001 bis 2005 war Chen Bürgermeister von Shenyang, der Hauptstadt der Provinz Liaoning. Im Dezember 2005 wurde er zum Mitglied des Ständigen Ausschusses des Komitees der Provinz Liaoning der Kommunistischen Partei Chinas und zum Sekretär des Komitees der Stadt Shenyang der KPCh befördert. Zu dieser Zeit diente Li Keqiang auch als Sekretär des Parteikomitees der Provinz Liaoning der KPCh.
Chen war von 2007 bis 2014 Gouverneur der Provinz Liaoning. 2014 wurde er zum Minister für Bauwesen ernannt. Er legte das Amt im Jahr 2017 nieder, als er das vorgeschriebene Rentenalter für Beamte auf Ministerebene von 65 Jahren erreichte.
Er war stellvertretendes Mitglied des 17. Zentralkomitees der KPCh und vollständiges Mitglied des 18. Zentralkomitees der KPCh.
Er starb im Juni 2024 mit 72 Jahren in Peking.